# Miconia tuerckheimii
Miconia tuerckheimii är en tvåhjärtbladig växtart som beskrevs av Célestin Alfred Cogniaux. Miconia tuerckheimii ingår i släktet Miconia och familjen Melastomataceae.
Artens utbredningsområde är Guatemala. Inga underarter finns listade i Catalogue of Life.